# 산치타 루이텔
산치타 루이텔(네팔어: सञ्चिता लुइटेल, 1983년 5월 2일 ~ )은 네팔의 배우이다. 2010 네팔 국립 영화상 여우주연상 수상자이다.